# James Clinton Schoonmaker
James Clinton Schoonmaker, detto JC (Truckee, 12 agosto 2000), è un fondista statunitense.

## Biografia
Originario di Tahoe City e attivo dal novembre del 2016, Schoonmaker ha esordito in Coppa del Mondo l'11 gennaio 2020 a Dresda in sprint (30º), ai Campionati mondiali a Oberstdorf 2021, dove si è classificato 26º nella sprint, e ai Giochi olimpici invernali a Pechino 2022, dove si è piazzato 66º nella 15 km, 15º nella sprint e 9º nella sprint a squadre; ai Mondiali di Planica 2023 è stato 9º nella sprint e 10º nella sprint a squadre e il 9 dicembre dello stesso anno ha conquistato il primo podio in Coppa del Mondo, a Östersund in sprint (3º). Ai Mondiali di Trondheim 2025 si è classificato 54º nella 50 km, 15º nella sprint, 6º nella sprint a squadre e 7º nella staffetta.

## Palmarès

### Coppa del Mondo
- Miglior piazzamento in classifica generale: 35º nel 2024
- 1 podio (individuale):
  - 1 terzo posto